# Alla Surikova
Alla Surikova (russisk: А́лла Ильи́нична (Исаа́ковна) Су́рикова) (født 6. november 1940 i Kyiv i Sovjetunionen) er en sovjetisk filminstruktør og manuskriptforfatter.

## Filmografi
- Sujeta sujet (Суета сует, 1979)[2][3]
- Budte moim muzjem (Будьте моим мужем, 1982)
- Isjjite zjensjjinu (Ищите женщину, 1983)
- Iskrenne Vasj... (Искренне Ваш…, 1985)
- Tjelovek s bulvara Kaputsinov (Человек с бульвара Капуцинов, 1987)
- Dve strely. Detektiv kamennogo veka (Две стрелы. Детектив каменного века, 1989)
- Tjoknutyje (Чокнутые, 1991)
- Moskovskije kanikuly (Московские каникулы, 1995)
- Khotju v tjurmu (Хочу в тюрьму, 1998)